# Shelbi Vaughan
Shelbi JoDae Vaughan (* 24. August 1994 in Weatherford, Texas) ist eine ehemalige US-amerikanische Leichtathletin, die sich auf den Diskuswurf spezialisiert hat.

## Sportliche Laufbahn
Shelbi Vaughan wuchs in Texas auf und sammelte 2011 erste internationale Erfahrungen, als sie bei den Jugendweltmeisterschaften nahe Lille mit einer Weite von 52,58 m die Bronzemedaille im Diskuswurf gewann. Anschließend siegte sie bei den Panamerikanischen Juniorenmeisterschaften in Miramar mit 53,12 m. Im Jahr darauf gewann sie bei den Juniorenweltmeisterschaften in Barcelona mit 60,07 m die Bronzemedaille und im selben Jahr begann sie ein Studium an der Texas A&M University. 2014 und 2015 wurde sie NCAA-Collegemeisterin im Diskuswurf und 2015 schied sie bei den Weltmeisterschaften in Peking mit 60,24 m in der Qualifikationsrunde aus. Im Jahr darauf siegte sie mit 57,20 m bei den U23-NACAC-Meisterschaften in San Salvador und anschließend verpasste sie bei den Olympischen Sommerspielen in Rio de Janeiro mit 53,33 m den Finaleinzug. In den folgenden Jahren bestritt sie nur noch vereinzelt Wettkämpfe und beendete dann 2021 ihre aktive sportliche Karriere im Alter von 27 Jahren.